# Massaria urceolata
Massaria urceolata är en svampart som först beskrevs av Carl (Karl) Friedrich Wilhelm Wallroth, och fick sitt nu gällande namn av Pier Andrea Saccardo 1883. Massaria urceolata ingår i släktet Massaria och familjen Massariaceae.   Inga underarter finns listade i Catalogue of Life.